# Michael L. Coats
Michael Lloyd Coats dit Mike Coats est un astronaute américain né le 16 janvier 1946.

## Vols réalisés
- 30 août 1984 : Discovery (STS-41-D)
- 13 mars 1989 : Discovery (STS-29)
- 28 avril 1991 : Discovery (STS-39)